# Elzunia
Genre
Elzunia est un genre de papillons de la famille des Nymphalidae et de la sous-famille des Danainae qui se rencontrent dans le Nord de l'Amérique du Sud.

## Systématique
Le genre Elzunia a été créé en 1937 par l'entomologiste suédois Felix Bryk (1882-1957),.

## Liste des espèces
Selon BioLib (25 juillet 2021) :
- Elzunia bomplandii (Guérin-Ménéville, 1844)
- Elzunia humboldt (Latreille, 1809)
- Elzunia pavonii (Butler, 1873)
- Elzunia regalis (Stichel, 1903)